# 葛底斯堡路德宗神学院
葛底斯堡路德宗神学院（Lutheran Theological Seminary at Gettysburg）又称“葛底斯堡神学院”，位于宾夕法尼亚州葛底斯堡，是美国福音路德教会的8所神学院之一。它成立于1826年，是美国最古老的路德宗神学院。葛底斯堡神学院是第一个接受非裔神学生的路德宗神学院（丹尼尔·佩恩，1835年）。
在葛底斯堡战役期间，位于城镇西部山脊上的神学院，成为战斗的第一天，1863年7月1日的行动的焦点。